# Serum response factor

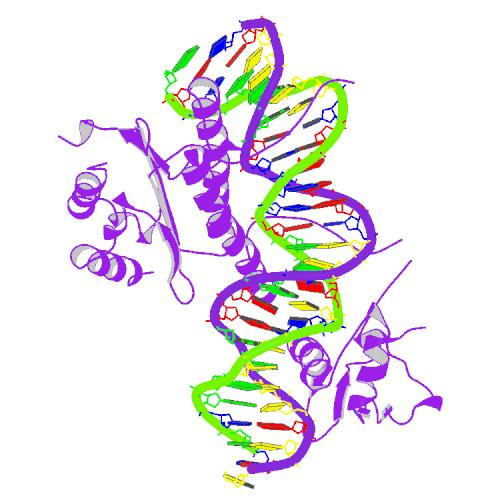
Réprésentation de a protéine SRF

Le serum response factor ou SRF, est un gène qui code une protéine de la famille des facteurs de transcription. Le SRF possède un code génétique extrêmement conservé à travers le règne du vivant. Le SRF a un rôle important dans la régulation du cycle cellulaire, car il contrôle transcription de nombreux gènes.

## Fonction
Le serum response factor fait partie de la famille des facteurs de transcription MADS (MCM1, Agamous, Deficiens et SRF),. Cette protéine se lie à l'élément de réponse sérique (SRE) dans la région promotrice des gènes cibles. Cette protéine régule l'activité de nombreux gènes précoces immédiats,, par exemple c-fos, et participe ainsi à la régulation du cycle cellulaire, à l'apoptose, à la croissance cellulaire, et à la différencation cellulaire. Ce gène est la cible en aval de nombreuses voies comme la voie des MAP kinases,.
Le SRF est important pendant le développement de l'embryon, car il est lié à la formation du mésoderme,. Chez le mammifère pleinement développé, le SRF est crucial pour la croissance des muscles squelettiques. L'interaction du SRF avec d'autres protéines, telles que les récepteurs des stéroïdes, peut contribuer à la régulation de la croissance musculaire par les stéroïdes. L'interaction du SRF avec d'autres protéines telles que la myocardine ou Elk-1 peut augmenter ou supprimer l'expression de gènes importants pour la croissance des muscles lisses.

## Signification clinique
Le manque de SRF dans la peau est associé au psoriasis et à d'autres maladies de la peau.

## Interactions
Il a été démontré que le SRF interagit avec:
- ASCC3[12],
- ATF6[13],
- CEBPB[14],[15],
- CREB-binding protein[16],
- ELK4[13],[17],
- GATA4[18],[19],
- GTF2F1[20],[21],
- GTF2I[22],[23],
- Myogenin[24],[25],
- NFYA[26],
- Nuclear receptor co-repressor 2[27],
- Promyelocytic leukemia protein[16] and
- Src[28], and
- TEAD1[29].